# Ezcániz
Ezcániz es un lugar español del municipio de Urraúl Alto, perteneciente a la Comunidad Foral de Navarra.

## Toponimia
El nombre del lugar puede encontrarse referido en euskera como Ezkanitz.

## Geografía
El lugar está situado en la merindad de Sangüesa, en la comarca de Lumbier. Se encuentra a 48 kilómetros de Pamplona. 

## Historia
La primera referencia documental de esta localidad data del año 1086, con la denominación de Echániz de Ioso (o Bajo), que indica que, entonces, había otra localidad con el mismo nombre.
Hacia mediados del siglo XIX, el lugar, ya por entonces perteneciente a Urraúl Alto, tenía contabilizada una población de 26 habitantes. Aparece descrito en el séptimo volumen del Diccionario geográfico-estadístico-histórico de España y sus posesiones de Ultramar de Pascual Madoz con las siguientes palabras:

EZCANIZ: l. del ayunt. del valle de Urraulalto, prov. y c. g. de Navarra, aud. terr. y dióc. de Pamplona (6 leg.), part. jud. de Aoiz (2 1/2): sit. en la falda meridional de una elevada montaña y circundado de montes por todas partes; de modo que parece hallarse encajonado; clima frio, combatido por el viento N. Tiene 5 casas, igl. parr. (San Servando y Germano) servida por un vicario, cementerio y una fuente de aguas potables. El térm. se estiende 3/4 de leg. de N. á S., y lo mismo de E. á O., y confina N. Ongoz; E. Adoain; S. Aizcurgui, y O. la basílica de Santa Fé: hay 2 montes de poca importancia poblados de robles, carrascos y pinos. El terreno es pizarroso, gredoso y muy escabroso; le bañan 2 arroyos que se juntan antes de su incorporacion al riach. de Eparoz: tiene pastos muy buenos para el ganado lanar y vacuno. Los caminos se hallan en mal estado. Recibe el correo por el balijero del valle. prod.: trigo, cebada, avena y legumbres; cria los espresados ganados, de cerda y cabrio; y caza de perdices, liebres y algun lobo. pobl.: 5 vec., 26 almas. contr.: con el valle. (V.)
(Madoz, 1847, p. 631)

En 1986 constaban tres habitantes censados. En el 2009 tenía una única casa habitada que fue reconstruida en 1946. En 2023, la entidad singular de población tenía empadronados 0 habitantes.

## Patrimonio
Su iglesia derruida data del siglo XIII, dedicada a san Servando y san Germán. Sus fiestas se celebraban el 23 de octubre.